# Marie Plíšková
Marie Plíšková (* 30. října 1946) byla česká a československá politička Komunistické strany Československa a poslankyně Sněmovny národů Federálního shromáždění za normalizace.

## Biografie
K roku 1976 se profesně uvádí jako členka JZD.
Ve volbách roku 1976 zasedla do české části Sněmovny národů (volební obvod č. 60 - Znojmo-Třebíč, Jihomoravský kraj). Mandát obhájila ve volbách roku 1981 (obvod Znojmo). Ve Federálním shromáždění setrvala do konce funkčního období, tedy do voleb roku 1986.